# Ursynów (métro de Varsovie)
Pour les articles homonymes, voir Ursynów (homonymie).
Ursynów est une station de la ligne 1 du métro de Varsovie, située à Varsovie, dans le quartier Ursynów. Inaugurée le 7 avril 1995, la station permet de desservir l'avenue de la Commission nationale de l'éducation et la rue Surowieckiego.

## Description
La station de plain-pied est d'une largeur de 11m pour 120m de long. La station comporte deux nefs avec une rangée de colonnes au milieu de la plate-forme. Les couleurs principales de cette station sont le rouge et le brun. À la surface se trouvent des escaliers ainsi que des ascensceurs pour les personnes souffrant de handicap, cette station dispose de petits commerces de détail, de toilettes et de guichets automatiques bancaires.
Cette station est la 5e de la Ligne 1 du métro de Varsovie dans le sens sud-nord, suivie alors de la station Służew, et est la 17e dans le sens nord-sud, suivie de la station Stokłosy.

## Position sur la Ligne 1 du métro de Varsovie

Position de la station Ursynów sur la ligne 1.